# 諾蓋巴克
諾蓋巴克（俄语：Нагайбаки），伏尔加鞑靼人的分支，生活在俄羅斯車里雅賓斯克州。
俄羅斯和韃靼歷史學家通常把諾蓋巴克當作伏尔加鞑靼人的一個組成部分，他們是唯一信奉東正教的諾蓋人。
他們很多人是奧倫堡哥薩克，曾参加过拿破仑战争。其中一支后来定居在今奥伦堡州境内，二十世纪初他们重新皈依伊斯蘭教與重新回歸到韃靼人。